# Поплавский (Воронежская область)
Поплавский — хутор в Калачеевском районе Воронежской области России. Входит в состав Краснобратского сельского поселения.

## География
Хутор вытянут в меридиальном направлении и ограничен с севера селом Рудня Воробьёвского района и с востока рекой Толучеевка.

### Улицы
- ул. Благодатная,
- ул. Приреченская.

## Население
| 2010 |
| ---- |
| 59   |

## Известные уроженцы, жители
- Шаповалова, Татьяна Петровна (1904—1982) — депутат Верховного Совета СССР.

## Инфраструктура
Личное подсобное хозяйство с зоной сельскохозяйственного использования, индивидуальная застройка усадебного типа.
Основа экономики — сельское хозяйство.

## Транспорт
Автобусное сообщение с райцентром. Остановка общественного транспорта «Поворот на Поплавский» на автодороге регионального значения 20К-В14-0.